# 呼热诺尔
47°48′N 115°45′E / 47.800°N 115.750°E
呼热诺尔是位于中国内蒙古自治区呼伦贝尔市新巴尔虎右旗赛汉塔拉苏木西南的一个湖泊。其位置约在东经115°45′，北纬47°48′。湖面海拔580米，面积达2平方公里。该湖的主要沉积物为芒硝。呼热诺尔在蒙古语中的意思是有圈的湖。